# Alegría (canción de Tiago PZK, Anitta y Emilia)
«Alegría» es una canción del cantante argentino Tiago PZK, la cantante brasileña Anitta y la cantante argentina Emilia. Fue lanzada el 8 de agosto de 2024 a través de Warner Music Latina como el cuarto sencillo del segundo álbum de estudio de Tiago, Gotti A (2024). Fue escrita por los tres intérpretes y producida por Tatool y Zecca.

## Antecedentes y lanzamiento
«Alegría» fue una de las primeras canciones en las que Tiago trabajó para Gotti A.Utilizó el Traductor de Google para escribir el coro, que incluye letras en portugués. Después de grabar una maqueta de la canción, nombró el archivo «Anitta», esperando que pudiera colaborar con ella en la canción. También quiso colaborar con Emilia, quien había experimentado anteriormente con el funk brasileño en su canción de 2023 «No se ve» en colaboración con la cantante brasileña Ludmilla. Después de mostrarle la maqueta a Emilia y mandársela a Anitta, ambas artistas decidieron sumarse a ella. La canción fue escrita por los tres intérpretes y producida por Tatool y Zecca.
El 24 de junio de 2024, Tiago anunció Gotti A junto con la lista de canciones, que incluía «Alegría» como la quinta pista. El álbum fue lanzado el 4 de julio para descarga digital y streaming; sin embargo, la canción no estaba disponible ya que Tiago planeaba lanzarla después, además de que el videoclip había sido filmado dos días antes del lanzamiento del álbum. El 6 de agosto, Tiago anunció el lanzamiento de «Alegría» en sus redes sociales. La canción fue lanzada el 8 de agosto para descarga digital y streaming como el cuarto sencillo del álbum.

## Video musical
El videoclip de «Alegría» fue lanzado simultáneamente con la canción. Fue dirigido por María Sosa Betancor y filmado en Madrid dos días antes del lanzamiento del álbum.

## Presentaciones en vivo
El 17 de agosto de 2024, Tiago PZK y Emilia interpretaron «Alegría» por primera vez en el festival de música Dale Mixx en Monterrey. El 11 de septiembre, Tiago PZK y Anitta interpretaron la canción en los MTV Video Music Awards.

## Créditos y personal
Créditos adaptados de Tidal.
- Tiago PZK – voz, composición
- Anitta – voz composición
- Emilia – voz, composición
- Tatool – producción, ingeniería de grabación
- Zecca – producción, ingeniería de grabación, ingeniería de mezcla
- Dave Kutch – ingeniería de masterización

## Posicionamiento en listas

### Listas semanales
| Listas (2024)                 | Mejor posición |
| ----------------------------- | -------------- |
| Argentina (Argentina Hot 100) | 3              |
| Argentina (CAPIF)             | 2              |
| Argentina (Monitor Latino)    | 6              |
| Uruguay (Monitor Latino)      | 1              |

### Listas mensuales
| Listas (2024) | Mejor posición |
| ------------- | -------------- |
| Uruguay (CUD) | 2              |

## Certificaciones
| País           | Organismo certificador | Certificación | Ventas certificadas | Ref.   |
| -------------- | ---------------------- | ------------- | ------------------- | ------ |
| Estados Unidos | RIAA                   | Oro           | 30 000              | [ 31 ] |
| España         | PROMUSICAE             | Oro           | 30 000              | [ 32 ] |